# Противага (телесеріал)
«Противага» (також «Вплив», «Грабуй награбоване»; англ. Leverage) — американський телесеріал, каналу TNT, в жанрах кримінальної драми та комедії з Тімоті Гаттоном в головній ролі. Прем'єра відбулася 7 грудня 2008 року. Серіал створений продюсерською компанією Діна Девліна: "Electric Entertainment". Серіал розповідає про команду з п'яти осіб: злодійки, шахрайки, хакера, фахівця з повернення та колишнього слідчого страхової компанії, який їх очолює. Вони використовують свої навички, щоб допомагати людям, постраждалим від сильних світу цього. 
Перший сезон складається з 13 епізодів, написаних Джоном Роджерсом та Крісом Дауні, з продюсером Діном Девліном, які мали намір показати закінчену історію без продовження.
У другому сезоні виробництво перемістилося з Лос-Анджелеса в Портленд, штат Орегон. Сезон був показаний двома частинами: дев'ять епізодів стартували 15 липня, 2009 року, а решта 6 епізодів були показані зимою цього року. Показ третього сезону «Противаги» розпочався 20 червня 2010 року по неділях.
У липні 2010 року серіал був продовжений на четвертий сезон, перші 10 епізодів були показані влітку, а решта вісім — взимку. Продовження четвертого сезону почалося в неділю 27 листопада 2011 року в 21:00 за східним часом на телеканалі TNT.
12 серпня, 2011 року серіал було продовжено на п'ятий сезон, який стартував 15 липня, 2012 року. Дія сюжету та зйомки розгортаються в Портленді, штат Орегон.

## Сюжет
Нейт Форд, колишній слідчий страхової компанії, очолює команду в яку входять актриса та шахрайка Софі Деверо, фахівець широкого профілю Елліот Спенсер, злодійка Паркер та хакер Алек Гардісон. Ця команда допомагає людям, які постраждали від рук нечистоплотних багатіїв або, якщо ввічливо, — сильних світу цього, а простіше — злодіїв. 

## У ролях
- Нейтана «Нейт» Форд (Тімоті Гаттон) — колишній слідчий страхової компанії та мозковий центр команди. У пілотній серії серіалу з'ясовується, що син Нейта був серйозно хворий, але його страхова компанія відмовилася оплатити експериментальну процедуру лікування, через що хлопчик помер. Початком нової кар'єри Нейтана стала пропозиція якогось недоброчестного бізнесмена очолити команду злодіїв для операції проти компанії, яка нібито його обікрала. Хоча Форд спочатку морально противився ідеї злодійства, урешті-решт він вирішив, що мета виправдовує дії і погодився. Він завжди діє обережно, найчастіше плануючи всі дії на два кроки вперед. Більшу частину виручки з першої операції він пожертвував педіатричній лікарні. Його почуття до Софі явно перевершують чисто професійні рамки. Нейт не проти випити та часто відмовляється слухати порад членів своєї команди.
- Софі Деверо (Джина Беллман[en]) — актриса та відома шахрайка, що віддає перевагу викраданню творів мистецтва. За іронією долі, хоча вона є геніальною актрисою коли намагається обдурити когось, її чисто сценічні таланти недосконалі. За словами Нейта, Софі — «найкраща актриса яку ви коли-небудь бачили... коли вона порушує закон». Пізніше команда дізнається, що Софі не здогадується про свої погані акторські здібності. Софі і Нейт відчувають один до одного досить близькі почуття. Як пізніше з'ясувалося, Софі Деверо — це лише один з її псевдонімів. Для глядачів справжнє ім'я «Софі» залишається невідомим. В одній серії натякається що Софі є англійською графинею, що покинула свій маєток після скандалу. Ще в двох серіях є «підказки» — Софі вводить своє справжнє ім'я на кодовому замку і пише на серветці. З цього можна взяти, що справжнє ім'я «Софі» містить 5 або 6 букв і закінчується на «А». До кінця 3 сезону справжнє ім'я Софі знають всі члени команди, крім Нейта, оскільки саме йому через деякі розбіжності вона не сказала, та просила не говорити інших. В 1 серії 4 сезону Нейт хоч вже і знає ім'я Софі, але вони вирішують не відкривати цей факт іншим, щоб вони не запідозрили, що їх відносини набагато ближче, ніж вони хочуть показати.
- Еліот Спенсер (Крістіан Кейн) — майстер бойових мистецтв, фахівець по зброї і з розшуку людей. Виріс серед коней в Кентуккі. Відмінно поводиться з вогнепальною зброєю, хоча і не любить нею користуватися. В одній серії Еліот навіть розпізнає модель автомата на слух і легко визначає в людині колишнього військового, лише за його поводженням з ножем. Здатен знешкодити супротивника одним рухом. Рухається дуже швидко, що й було показано в пілотної серії, коли він знешкодив та відключив групу охоронців, перш ніж сумка Гардісона впала на підлогу. Також є непоганим кухарем та гітаристом і співаком (справжній талант актора). Незважаючи на його грубі стосунки з оточуючими, Еліот вочевидь співчував Нейту, дізнавшись про смерть його сина.
- Паркер (Бет Рісґраф[en]) — злодійка та експерт з вибухівки родом з Камдена, Іллінойс. Паркер любить ризикувати. Адреналін для неї набагато важливіше фінансової вигоди. Вона також віддає перевагу грошам, а не тому, що на них можна купити. Боїться коней, після того як у дитинстві стала свідком вбивства клоуна, людиною в кінському костюмі. Хоча Паркер завжди поводиться спокійно, вона відчуває слабкість по відношенню до дітей та Гардісона. Абсолютно не має навичок спілкування з людьми. Паркер завжди говорить, що у неї на думці, навіть не розуміючи, коли вона цим когось ображає. Любить з'являтися з нізвідки, лякаючи всіх присутніх. Також Паркер вміє малювати портрети людей по пам'яті, в одній із серій ця її здатність допомогла команді ідентифікувати супротивника. Має синдром Аспергера. Ім'я персонажки так і не було названо. Творці серіалу зізналися, що самі не знають як її назвати.
- Алек Гардісон (Елдіс Годж) — фахівець з електроніки та хакер. Геній, нерд та любитель фантастики. Останнє найчастіше відображається в його роботі. Наприклад, в одній із серій, створюючи фальшиві документи для Нейта та Софі, він придумує їм імена з телесеріалу «Доктор Хто». Здатен зламати будь-який комп'ютер або електронний прилад та рідко виявляється впійманим. Як і Паркер, яка йому подобається, він є сиротою. Але, на відміну від неї, він має навички спілкування з оточуючими. В одній із серій він прикидається адвокатом та виграє справу. Талановитий скульптор та художник, саме він намалював портрет батька-засновника «Leverage», підозріло схожого на Нейтана Форда (єдина річ, яку Гардісон забрав з офісу перед тим, як його підірвати. Було показано, що він сховав там гроші). Примітно, що портрет намалював сам актор.

### Другорядні персонажі
- Джеймс Стерлінг (Марк Шеппард) — колишній колега Нейта, а тепер ворог. За рівнем інтелекту та кмітливості є рівним  Нейту. Після розкриття справи про викрадення Яйця Фаберже був запрошений працювати в Інтерпол.
- Меггі Коллінз (Кері Матчетт) — колишня дружина Нейта. Працює експертом з витворів мистецтва в музеї.
- Колін «Хаос» Мейсон (Віл Вітон) — хакер, суперник Гардісона. Намагався вбити Софі. Допомагає команді за гроші в кінці четвертого сезону.
- Тара Коул (Джері Райан) — подруга Софі Деверо. Талановита шахрайка. Деякий час в рахунок боргу підміняла Софі, коли та подорожувала в пошуках себе. Спочатку була негативно прийнята командою, та й сама доволі скептично ставилася до нової роботи та колег, ставлячи на перше місце вигоду. Однак через якийсь час знайшла спільну мову з усіма, навіть з Нейтом, хоча його ризиковані дії її частенько дратували. Пішла з команди після повернення Софі.
- Деміен Моро (Горан Вішнич) — міжнародний фінансист злочинності у всьому світі та контрабандист. Можливо, причепний до терактів.
- Італійка (Елізабетта Каналіс) — без іменна італійка, яка змушує команду полювати на Моро протягом 6 місяців. Якщо, їм не вдасться знищити його, то вона обіцяє запроторити Нейта у в'язницю та вбити інших.
- Спеціальні агенти ФБР Таггерт (Рік Овертон[en]) та МакСвітен (Джералд Давні[en]) — урядові агенти, часто зіштовхуються з командою. Вважають, що Паркер та Гардісон також є агентами бюро.
- Детектив-капітан Патрік Боннано (Роберт Бланш) — слідчий в штатній поліції Массачусетсу. Чесний поліцейський. Коли команді необхідно когось заарештувати, то вони роблять анонімний дзвінок в поліцію, надаючи Патріку Боннано достатньо доказів для арешту. Хоча він підозрює про справжню професії команди, він не переслідує їх. Завдяки їм, його підвищують до звання капітана в третьому сезоні.
- Полковник Венс (Адам Болдвін) — офіцер сил спеціальних операцій Армії США, колишній командир Еліота Спенсера.

## Міжнародний показ
Прем'єра серіалу відбулася 7 грудня 2008 року на телеканалі TNT в США. У Великій Британії серіал показувався на телеканалі Bravo до 20 січня 2010 року; коли телеканал закрив його, Sky network продовжив показ. 7 січня 2009 року серіал почав показуватися в Австралії на каналі W Channel. 

## Рейтинги
За даними "Live + 7 data" рейтинг кожного епізоду, телесеріалу «Противага» залучив у середньому 4 мільйона глядачів в першому сезоні, 4,5 мільйони глядачів у другому сезоні,  і 4,5 мільйони глядачів у третьому сезоні.

## Список сезонів
| Сезони  | Кількість серій | Прем'єра сезону | Фінал сезон    |
| ------- | --------------- | --------------- | -------------- |
| 1—сезон | «13 серій»      | 7 грудня 2008   | 24 лютого 2009 |
| 2—сезон | «15 серій»      | 15 липням 2009  | 25 травня 2010 |
| 3—сезон | «16 серій»      | 20 липня 2010   | 19 грудня 2010 |
| 4—сезон | «18 серій»      | 26 липня 2011   | 15 січня 2012  |
| 5—сезон | «15 серій»      | 15 липня 2012   | 25 грудня 2012 |